# イリブ
イリブ（満洲語: ᡞᠯᡞᠪᡠ、転写：Ilibu、伊里布、乾隆37年（1772年） - 道光23年2月4日（1843年3月4日））は、清朝の満州人官僚。字は莘農（しんのう）。愛新覚羅氏の出身で、太祖ヌルハチの弟のバヤラ（巴雅喇）の末裔である。孫は良弼。満州鑲黄旗に属する。阿片戦争を終結させた南京条約（江寧条約）に署名した清側の代表の一人。
嘉慶6年（1801年）に科挙に合格して進士となると、国子監の校長職を与えられた。その後雲南府南関通判に任命され、澂江府知府、騰越州知州を歴任し、当地の土司と良好な関係を築いたことから雲貴総督伯麟から推薦を受けた。道光元年（1821年）雲貴総督であった慶保（キンバオ）に従って永北における少数民族の叛乱鎮圧にて功を立てると、永昌府知府を代行し、ほどなく安徽太平府知府に昇任、その後山西冀寧道台、浙江按察使、湖北、浙江布政使等の地方官の要職を歴任する。道光5年（1825年）、陝西巡撫に昇任、さらに山東と雲南の巡撫となり、その清廉さで有名であった。
道光13年（1833年）に雲貴総督に昇任し、道光18年（1838年）に協弁大学士の肩書を授けられ、翌年には両江総督に任じられた。阿片戦争時には欽差大臣に任命され、浙江沿海での軍事行動の任に当たった。琦善・裕謙等人和戦不定、イリブ面対占領定海的英軍亦不主動出撃。道光21年（1841年）正月、清朝政府はイリブに定海の攻撃を命じたが、イギリス軍が香港を占領したため定海から撤退した。イリブ遂上表称収復定海，但是被斥責為“附和琦善，以兵炮未集，藉詞緩攻，致敵船遁去”。イリブは協弁大学士の肩書を剥奪され、両江総督に留任した裕謙に軍の指揮権を引き渡した。ほどなくして裕謙はイリブが張喜を派遣してイギリス軍と無断で取引をし、不戦の密約を交わしたことを弾劾し、イリブは職務を剥奪され、収監された。
道光21年（1841年）10月、イギリス軍は定海・寧波などを獲得し、裕謙が戦死した。道光22年（1842年）3月、後を引き継いだ揚威将軍奕経が敗れたため、清朝政府は再びイリブを用いざるを得ず、イギリス軍と戦う耆英の支援を命じた。耆英はイリブに乍浦の防衛を命じ、イリブはその後イギリス軍と接触するため張喜を派遣したが、イギリス軍はその後呉淞口を攻撃し、長江に沿って上り、南京に到着した。清朝政府は耆英とイリブをイギリスとの交渉のため派遣し、最終的に南京条約に署名した。
条約締結後、広州将軍、欽差大臣に任じられ、広州にあって戦後処理の職務に当たった。イリブの着任によって広州の民心には不満が広がり、また英国による強要も多く、まもなく憔悴して没する。死後太子太保が追贈された。諡号は文敏。

## 参考資料
- 『清史稿』